# 柳家一九
柳家 一九（やなぎや いっく、1957年2月21日 - ）は落語協会所属の落語家。本名∶西本 裕。石川県金沢市出身。出囃子は『祇園小唄』。

## 経歴
石川県金沢市生まれ、幼少時代はかほく市（旧宇ノ気町）で過ごした。東海大学工学部通信工学科卒業。
1980年2月、三代目柳家小満んに入門。前座名「小まめ」。1983年4月に二ツ目に昇進して「小満女」と改名
1995年3月に柳家小三太、三遊亭圓王、橘家富蔵、初音家左橋、古今亭菊輔、三遊亭吉窓、金原亭生駒、林家うん平、桂扇生共に真打昇進。同時に金沢にあった寄席(一九亭)にちなむ名である柳家一九と改名。

## 芸歴
- 1980年
  - 2月 - 三代目柳家小満んに入門。
  - 12月 - 前座となる、前座名「小まめ」。
- 1983年4月 - 二ツ目昇進、「小満女」と改名。
- 1995年3月 - 真打昇進、「一九」となる。

## 人物
趣味∶ゴルフ、川柳（安部川川柳句会会員）
絵手紙さくら会会員。特技は南京玉すだれ。字や絵が得意で、落語絵手紙のデザインも手がける。

## 演目
- 唖の釣り
- 火焔太鼓
- 金魚の芸者
- 権助魚
- 粗忽の釘
- 試し酒
- 提灯屋
- 都々逸親子
- 中村仲蔵
- のめる
- 柳田格之進
- 薮入り
- 湯屋番
- 寄合酒